# The Psychedelic Sounds of the 13th Floor Elevators
| Recensione              | Giudizio        |
| ----------------------- | --------------- |
| AllMusic                | [ 1 ]           |
| Storia della musica     | [ 2 ]           |
| Psycanprog              | (Ottimo)        |
| Sputnikmusic            | 4.0 (Excellent) |
| Piero Scaruffi          | [ 5 ]           |
| Ondarock                | Pietra miliare  |
| Dizionario del Pop-Rock | [ 7 ]           |
| 24.000 dischi           | [ 8 ]           |
| Punknews.org            | [ 9 ]           |

The Psychedelic Sounds of the 13th Floor Elevators è il primo album discografico del gruppo statunitense The 13th Floor Elevators, pubblicato nell'ottobre del 1966 dalla International Artists.

## Il disco
La sonorità dell'album, includendo diversi elementi di folk, garage rock, blues e psichedelia, è notevole per l'impiego del jug elettrico (giara o bottiglione usato come strumento musicale, tipico delle jug band), presente nell'unico hit della band, You're Gonna Miss Me, che raggiunse la posizione numero 55 nella classifica di Billboard. L'altro singolo estratto dal disco, Reverberation (Doubt), raggiunse la posizione numero 129 nella Bubbling Under Chart di Billboard.
Sul retro copertina dell'edizione datata agosto 1966 dell'album sono riportate le parole "the psychedelic sounds of: The 13th Floor Elevators", che secondo alcune fonti rappresentarebbe il primo utilizzo documentato della parola "psychedelic" per definire della musica.
Nel 2005, The Psychedelic Sounds of the 13th Floor Elevators venne rimasterizzato in digitale e ristampato in formato compact disc dalla Charly Records, una casa discografica britannica specializzata in ristampe di materiale d'annata. Il CD include delle tracce bonus derivanti da un concerto della band svoltosi nel 1966 alla Avalon Ballroom, un locale sito nel quartiere polacco di San Francisco, ed entrambe le facciate di un singolo, We Sell Soul e You're Gonna Miss Me, pubblicato dalla band precedente di Roky Erickson prima di entrare nei 13th Floor Elevators, The Spades.
Nel 2009, la versione mono originale dell'album è stata pubblicata nel cofanetto Sign of the 3-Eyed Men. Il box set contiene anche una nuova, versione stereo alternativa con la scaletta originale dei brani voluta dalla band, e le false partenze all'inizio di alcune tracce (la International Artists alterò l'ordine delle tracce senza il consenso dei membri del gruppo in occasione della pubblicazione originale dell'album). Entrambe le versioni contenute nel box set includono differenti bonus tracks, alcune delle quali precedentemente inedite.

## Tracce

### Edizione originale
Lato A
1. You're Gonna Miss Me – 2:24 (Roky Erickson)
2. Roller Coaster – 5:00 (Tommy Hall, Roky Erickson)
3. Splash I (Now I'm Home) – 3:50 (Clementine Hall, Roky Erickson)
4. Reverberation (Doubt) – 2:46 (Tommy Hall, Stacy Sutherland, Roky Erickson)
5. Don't Fall Down – 3:00 (Tommy Hall, Roky Erickson)

Lato B
1. Fire Engine – 3:22 (Tommy Hall, Stacy Sutherland, Roky Erickson)
2. Thru the Rhythm – 3:05 (Tommy Hall, Stacy Sutherland)
3. You Don't Know – 2:38 (John St. Powell)
4. Kingdom of Heaven – 3:05 (John St. Powell)
5. Monkey Island – 2:38 (John St. Powell)
6. Tried to Hide – 2:43 (Tommy Hall, Stacy Sutherland)

Edizione CD del 2005, pubblicato dalla Charly Records (SNAP 225 CD)
1. You're Gonna Miss Me – 2:31 (Roky Erickson)
2. Roller Coaster – 5:07 (Tommy Hall, Roky Erickson)
3. Splash I – 3:56 (Clementine Hall, Roky Erickson)
4. Reverberation (Doubt) – 2:51 (Roky Erickson, Stacy Sutherland, Tommy Hall)
5. Don't Fall Down – 3:04 (Roky Erickson, Tommy Hall)
6. Fire Engine – 3:23 (Tommy Hall, Stacy Sutherland, Roky Erickson)
7. Thru the Rhythm – 3:11 (Tommy Hall, Stacy Sutherland)
8. You Don't Know – 2:59 (Powell St. John)
9. Kingdom of Heaven – 3:12 (Powell St. John)
10. Monkey Island – 2:41 (Powell St. John)
11. Tried to Hide – 2:48 (Tommy Hall, Stacy Sutherland)
12. Everybody Needs Somebody to Love – 5:15 (Solomon Burke, Bert Russell (Bert Berns), Jerry Wexler) – Bonus Track - Live
13. Before You Accuse Me – 2:33 (Ellas McDaniel) – Bonus Track - Live
14. I'm Gonna Love You Too – 1:53 (Niki Sullivan, Joe B. Mauldin, Norman Petty) – Bonus Track - Live
15. You Really Got Me – 6:17 (Ray Davies) – Bonus Track - Live
16. Roll Over Beethoven – 2:46 (Chuck Berry) – Bonus Track - Live
17. The Word – 2:49 (John Lennon, Paul McCartney) – Bonus Track - Live
18. Gloria – 3:55 (Van Morrison) – Bonus Track - Live
19. She Lives (In a Time of Her Own) – 3:03 (Tommy Hall, Roky Erikson) – Bonus Track - Live
20. We Sell Soul – 3:21 (Roky Erickson) – Bonus Track - Live (The Spades)
21. You're Gonna Miss Me – 3:25 (Roky Erickson) – Bonus Track - Live (The Spades)

- Brani: dal n. 12 al n. 21, registrati dal vivo al The Avalon Ballroom di San Francisco, California nel settembre del 1966[14]

## Musicisti
- Roky Erickson - voce, chitarra ritmica
- Stacy Sutherland - chitarra solista
- Tommy Hall - jug (bottiglione) amplificato, voce
- Benny Thurman - basso (brani: You're Gonna Miss Me e Splash I (Now I'm Home))
- Ronnie Leatherman - basso (eccetto: You're Gonna Miss Me e Splash I (Now I'm Home))
- John Walton - batteria, percussioni

Note aggiuntive
- Gordon Bynum - produttore (solo il brano: You're Gonna Miss Me)
- Lelan Rogers - produttore (tutti gli altri brani dell'ellepì originale)
- Brani registrati al Summit Sound Studio di Dallas, Texas (Stati Uniti)
- Bob Sullivan - ingegnere delle registrazioni
- John Cleveland - design copertina album[15]